# 267 aC
El 267 aC va ser un any del calendari romà prejulià. Durant la República i l'Imperi Romà, era conegut com a any del consolat de Règul i Libó (o també any 487 ab urbe condita). L'ús del nom «267 aC» per referir-se a aquest any es remunta a l'alta edat mitjana, quan el sistema Anno Domini va ser el mètode de numeració dels anys més comú a Europa.

## Esdeveniments

### Antiga Grècia
- Esparta intenta prendre Corint, defensada per Cràter i en possessió del Regne de Macedònia, sense èxit.[2]
- Es pacta una coalició d'atenesos, espartans i altres grecs, dirigida per Cremònides, que comença una rebel·lió contra Antígon II Gònates rei de Macedònia. La rebel·lió compta amb el suport de Ptolemeu II Filadelf.[3]

### Antiga Roma
- Aquest any són elegits cònsols Marc Atili Règul i Luci Juli Libó. Els dos cònsols fan la guerra als sal·lentins de la Pulla als que derroten, i conquereixen la ciutat de Brundusium. Després de la victòria obtenen els honors del triomf, segons els Fasti.[4][5]
- El cònsol Marc Atili Règul consagra a Roma un temple a la deessa Pales.[6]
- Als 4 qüestors existents se n'afegeixen quatre més anomenats quaestores classici (literalment els qüestors de la flota), que, sota la supervisió d'un cònsol, s'ocupen de les defenses de les costes.[7]

## Naixements
- Berenice II, Reina d'Egipte, filla de Magas de Cirene i la seva dona Arsínoe.[8]